# Per la mia gente
Per la mia gente è il ventesimo album in studio del cantante italiano Gipo Farassino, pubblicato il 21 settembre 1977.

## Tracce
Facciata A
1. La mia gente - (testo: Farassino - musica: G. Conte)
2. Cuore -  (testo: Farassino - musica: Farinatti)
3. Monticone - (P. Conte)
4. Valzer - (Farassino)
5. Girano - (testo: Farassino - musica: G. Conte)

Facciata B
1. Folk - (Farassino)
2. Pierina - (testo: Farassino - musica: Farinatti)
3. Per ogni cinquantennio - (P. Conte)
4. Virginia nel bagno - (G. Conte)
5. Corso Savona - (Farassino)